# Zakrze (Braniewo)
Zakrze (deutsch Pagendorf) war ein Ort in der polnischen Woiwodschaft Ermland-Masuren im Gebiet der Landgemeinde Braniewo (Braunsberg) im Powiat Braniewski (Kreis Braunsberg). Bis 1945 gehörte er zum Kreis Heiligenbeil in Ostpreußen.

## Geographische Lage
Die Ortsstelle Zakrzes resp. Pagendorfs liegt im Nordwesten der Woiwodschaft Ermland-Masuren, zehn Kilometer südlich der früheren und heute auf russischem Staatsgebiet gelegenen Kreisstadt Heiligenbeil (jetzt russisch Mamonowo) bzw. sieben Kilometer östlich der heutigen Kreismetropole Braniewo (deutsch Braunsberg).

## Geschichte
Im Jahre 1406 wurde das seinerzeitige Poggendorff – nach 1680 Pagendorff und vor 1785 Pagendorf genannt – erstmals urkundlich erwähnt. Der Ort bestand aus mehreren kleinen Höfen und war als Vorwerk bis 1945 ein Wohnplatz von Sonnenstuhl (polnisch Świętochowo) im ostpreußischen Kreis Heiligenbeil. Unter den Gutsbesitzern war vor 1789 auch Johann von Beneckendorff und von Hindenburg, der aus Grunenfeld (polnisch Gronówko) stammte und dem auch das Gut Sonnenstuhl gehörte. Im Jahre 1905 zählte Pagendorf 15 Einwohner.
Nach der zwischen der Sowjetunion und Polen in Kriegsfolge 1945 erfolgten Grenzziehung lag Pagendorf im südlichen Teil Ostpreußens, der an Polen fiel. Pagendorf erhielt die polnische Namensform „Zakrze“, gilt aber heute als untergegangen, weil in Świętochowo aufgegangen. Die Ortsstelle gehört zur Gmina Braniewo im Powiat Braniewski, von 1975 bis 1998 der Woiwodschaft Elbląg, seither der Woiwodschaft Ermland-Masuren zugehörig.

## Religion
Pagendorf war bis 1945 in die evangelische Kirche Lindenau (polnisch Lipowina) in der Kirchenprovinz Ostpreußen der Kirche der Altpreußischen Union, außerdem in die römisch-katholische Pfarrei Heiligenbeil im damaligen Bistum Ermland eingegliedert.

## Verkehr
Die Ortsstelle von Zakrze resp. Pagendorf liegt östlich von Świętochowo und ist von dort auf einer Landwegverbindung zu erreichen.